# La Pentecosta (Retaule de María de Aragón)
La Pentecosta és una obra d'El Greco, realitzada a l'oli sobre tela entre el 1597 i el 1600, durant el seu últim període toledà. S'exhibeix en una de les sales del Museu del Prado a Madrid. Pertanyia al conjunt pintat del retaule per a l'església d'un seminari agustinià de Madrid, conegut com el «Col·legi de Doña María de Aragón».
El Greco es va comprometre l'any 1596, a realitzar el retaule de l'església del col·legi de Doña María de Aragón. El nom popular del seminari al·ludeix a María de Aragón, la mecenes que va pagar les obres. El Greco va rebre l'encàrrec del Consell de Castella, que s'havia fet càrrec de les obres després de la mort de doña María. Existeixen documents que atesten que havia de realitzar-se en tres anys i es va valorar el treball en alguna cosa més de seixanta-tres mil rals, el preu més alt que va aconseguir a la seva vida. Tanmateix no hi ha referències del nombre de quadres que ho formaven, ni de l'estructura del retaule, ni de la temàtica tractada.

## Tema de l'obra
La Pentecosta és un episodi que refereix el descens de l'Esperit Sant sobre els Apòstols i l'inici de llur activitat missionera. Aquest episodi no apareix als Evangelis, sinó als Fets dels Apòstols, concretament a Fets dels Apòstols 2, 1-4 ［Fets Apòstols 2:1-4］

## Anàlisi de l'obra
Oli sobre llenç; 275 x 127 cm.; 1596-1600; Museu del Prado, Madrid.
Signatura mal restaurada, a la part baixa del centre, en fines lletres cursives gregues: δομήνικος Θεοτοκóπουλος εποíει (doménikos theotokópoulos e`poíei)
La Pentecosta té la mateixa mescla d'immobilitat i d'exaltació dinámica que La Resurrecció, i també mostra la mateixa propensió als escorços i la deformació expressiva. Un possible model és el llenç de Ticià a la Basílica de Santa Maria della Salute, que El Greco devia haver vist a Venècia. Al canviar l'escena a un format vertical, l'espai es comprimeix com en La Resurrecció, i disminueix tant la sensació de profunditat, com la disposició circular dels personatges al voltant de la Verge Maria i de Maria Magdalena, que se suporposen als dos apòstols del primer pla, que están d'espatlles, reaccionant convulsivament a l'aparició de les llengües de foc.
La representació de la Verge Maria i de Maria Magdalena respon a l'aseveració de que els apòstols estaven allotjats a la casa de les santes dones, i també apareix en el quadre del Ticià. El Greco mostra una gran diversitat de reaccions psicològiques i l'actitud gestual individual te una gran importància, tant a nivel estructural com a nivel simbòlic. Així, un dels apòstols aixeca el braç amb la palma de la mà estesa vers el Cel, com a La Resurrecció, mentre un altre, vestit de verd, estén el seu en señal de Fe. Segons José Camón Aznar el segon personatge de la part superior a la dreta podría ser un autoretrat d'El Greco.
Harold Wethey no creu que aquesta obra hagués format part del Retaule de María de Aragón i, a més, hi veu la intervenció de Jorge Manuel Theotocópuli. Aquest crític opina que la pinzellada és més descuidada i que l'execució general és menys delicada que la dels llenços que realment van pertànyer a aquell retaule. Tanmateix, Wethey reconeix que les mides i el format de la part superior són idèntics a els de La Resurrecció, tot i no formar part d'un mateix retaule.

## Altres llenços d'aquest retaule
- El Baptisme de Crist (Retaule de María de Aragón)
- La Resurrecció (Retaule de Maria de Aragón)
- L'Anunciació (Retaule de María de Aragón)
- Crucifixió de Crist (Tipus-II, Retaule de María de Aragón)
- L'Adoració dels pastors (Retaule de María de Aragón)

## Retaule de donya María de Aragón
Al següent enllac hom trobarà complida informació sobre el retaule del qual suposadament formava part aquest llenç:
- Retaule de donya María de Aragón